# Calanthe microglossa
Calanthe microglossa är en orkidéart som beskrevs av Henry Nicholas Ridley. Calanthe microglossa ingår i släktet Calanthe och familjen orkidéer. Inga underarter finns listade i Catalogue of Life.